# 香港クレージー作戦
『香港クレージー作戦』（ホンコンクレージーさくせん）は、1963年12月22日に東宝系で公開された日本映画。カラー。東宝スコープ。
副題は『"Crazy Cats" Go to Hong Kong』（クレージーキャッツゴートゥーホンコン）。

## 概要
『クレージー作戦 先手必勝』『クレージー作戦 くたばれ!無責任』に続く、「作戦シリーズ」第3作で、クレージー映画初の海外ロケ＝ イギリス領香港ロケが行われた。監督はベテラン・杉江敏男がシリーズ初登板、杉江は過去『お姐ちゃん罷り通る』『社長洋行記』『続・社長洋行記』と香港ロケを経験しており、その実績を買われた。またスタッフには、第1作『ニッポン無責任時代』以来の神津善行が劇伴を担当（シリーズ最後）、そして実績は認めつつもクレージー映画を嫌っていた藤本真澄が、シリーズで初めてプロデュースを務めた。
ヒロインは『くたばれ!無責任』に続く浜美枝、そして助演にはクレージー映画常連の由利徹と人見明、『先手必勝』の中尾ミエ・淡路恵子・柳家金語楼、そして有島一郎と東映脇役の進藤英太郎がシリーズ初登場、特に進藤はシリーズ中期に欠かせない俳優となる。
最大の見所は、クレージーが（まとまった形では）映画で初めて披露する「音楽コント」。これが好評となり、以後『クレージー大作戦』などの「作戦シリーズ」の名物シーンとなる。

## スタッフ
- 製作：藤本真澄、渡辺晋
- 脚本：笠原良三
- 監督：杉江敏男
- 撮影：完倉泰一
- 美術：村木忍
- 照明：西川鶴三
- 録音：小沼渡
- 整音：下永尚
- 編集：小畑長蔵
- 音楽：神津善行
- 挿入歌作曲：萩原哲晶
- ショウ構成：谷啓
- 監督助手：野長瀬三摩地
- 協力：パンアメリカン航空

## 出演者
- 植田等：植木等
- 花岡八太郎：ハナ肇
- 谷田敬一：谷啓
- 浜野ミエ：浜美枝
- 中美樹子：中尾ミエ
- 浜野麻美（ミエの姉）：淡路恵子
- 中村課長：有島一郎
- 「第百商事」社長：柳家金語楼
- 張大人（香港の実力者）：石山健二郎
- 松平社長（「ラクダビール」社長）：進藤英太郎
- 大塚太郎：犬塚弘
- 安井安吉：安田伸
- 桜橋：桜井センリ
- 石井：石橋エータロー
- 汪社長（中南公司）：リン・ツウォン（林沖）
- 中野専務（不動産屋）：由利徹
- 上野（「ラクダビール」営業部）：人見明
- 「第百商事」秘書：塩沢とき
- 世志凡太
- ナイトクラブの司会者：古田俊彦
- 「ラクダビール」秘書課長：松本染升
- 邱力：馬力
- 電話待ちの男：小川安三
- 「元の味」社長：土屋詩朗
- 香港の警察：細川隆一、佐藤功一
- 喫茶店のウエイトレス：島幸子
- スチームバス嬢：清水由紀（一部のサイトでは清水由記となっている[1]。）
- 喫茶店のレジ係：丘照美

（以下クレジット無し）
- 秘書（中南公司）：大友伸
- スチュワーデス：松原光子
- スチームバス嬢：浦山珠美
- 「ハゲタ醤油」社長：生方壮児
- 日本酒メーカー社長：熊谷二朗

## 挿入歌
「チンドンヤ」
作詞：塚田茂／作曲：萩原哲晶
「めんどうみたョ-股旅の唄」
作詞：塚田茂／作曲：萩原哲晶
「どうせやるなら」
作詞：塚田茂／作曲：萩原哲晶
「おんなのこだもん」
作詞：安井かずみ／作曲：宮川泰

## 同時上映
『海底軍艦』
脚本：関沢新一／特技監督：円谷英二／監督：本多猪四郎／主演：高島忠夫、藤山陽子